# مليحة ذو الفقار
مليحة ذو الفقار(مواليد 1941) هي أستاذة جامعية أفغانية وكانت سفيرة أفغانستان في ألمانيا من 2006 إلى 2010.

## حياتها السابقة
ولدت مليحة ذو الفقار عام 1961 في كابول عاصمة أفغانستان. كان والدها دبلوماسيا. بعد أن أكملت تعليمها المدرسي، انتقلت إلى ألمانيا وحضرت في جامعة براونشفايغ للتكنولوجيا. حصلت على البكالوريوس والماجستير والدكتوراه في علم الاجتماع من كلية ويسترن للنساء وجامعة سينسيناتي وجامعة بادربورن على التوالي. 

## حياتها المهنية
درست ذو الفقار علم الاجتماع في جامعة كابل حتى عام 1979. غادرت البلاد بعد الغزو السوفيتي واستقرت في ألمانيا لفترة وجيزة قبل أن تنتقل إلى الولايات المتحدة. في الولايات المتحدة، انضمت إلى هيئة التدريس في جامعة ولاية كاليفورنيا بوليتكنيك. عملت أيضًا كمديرة للمعهد الأمريكي لدراسات أفغانستان ونشر كتابها «المهاجرون الأفغان في الولايات المتحدة وألمانيا» في عام 1998. بعد عودتها إلى أفغانستان في عام 2001، شاركت زالفكار في اللويا جيرغا 2002 لانتخاب الإدارة الانتقالية. في نوفمبر 2006، عُيّنت سفيرة لأفغانستان في ألمانيا، وهو المنصب الذي شغلته حتى عام 2010. كما أنتجت وأخرجت فيلمين وثائقيين عن الحياة في أفغانستان.